# PUK-kod
PUK (Personal Unblocking Key) är en kod som användaren kan använda för att låsa upp sin GSM-telefon, om SIM-kortet har låsts. På svenska kan koden utläsas som "Personlig UpplåsningsKod".
Mobiltelefoner erbjuder idag funktionen PIN-kod (Personal identification number) för att skydda abonnemanget och/eller telefonen mot obehörigt användande. Genom att fråga efter PIN-koden direkt efter att telefonen har slagits på (såvida inte den funktionen har avaktiverats) har användaren tre försök på sig att skriva in PIN-koden på 4-8 siffror. Om man misslyckas låses antingen SIM-kortet, telefonen eller båda delarna mot ytterligare användande. Sista möjligheten att kunna låsa upp är genom att skriva in PUK-koden som man erhåller av sin mobiloperatör.
Skriver man in fel PUK-kod tio gånger i följd så spärras SIM-kortet permanent.